# Werbeleiter
Der Werbeleiter gehört zur Marketingabteilung eines Unternehmens. Er ist für den Bereich der Kommunikationspolitik zuständig und legt somit die Werbestrategie des Unternehmens fest. Dabei steht er im Kontakt mit den Produktmanagern. Deren Interessen zur Vermarktung der ihnen unterstehenden Produkte setzt er gemäß den Marketingvorgaben in Relation und entwickelt daraus die Budgetplanung.